# Culture de Monaco
 (avril 2015).

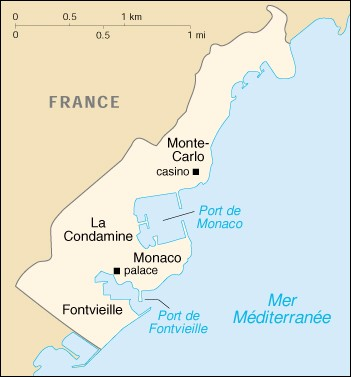
Monaco

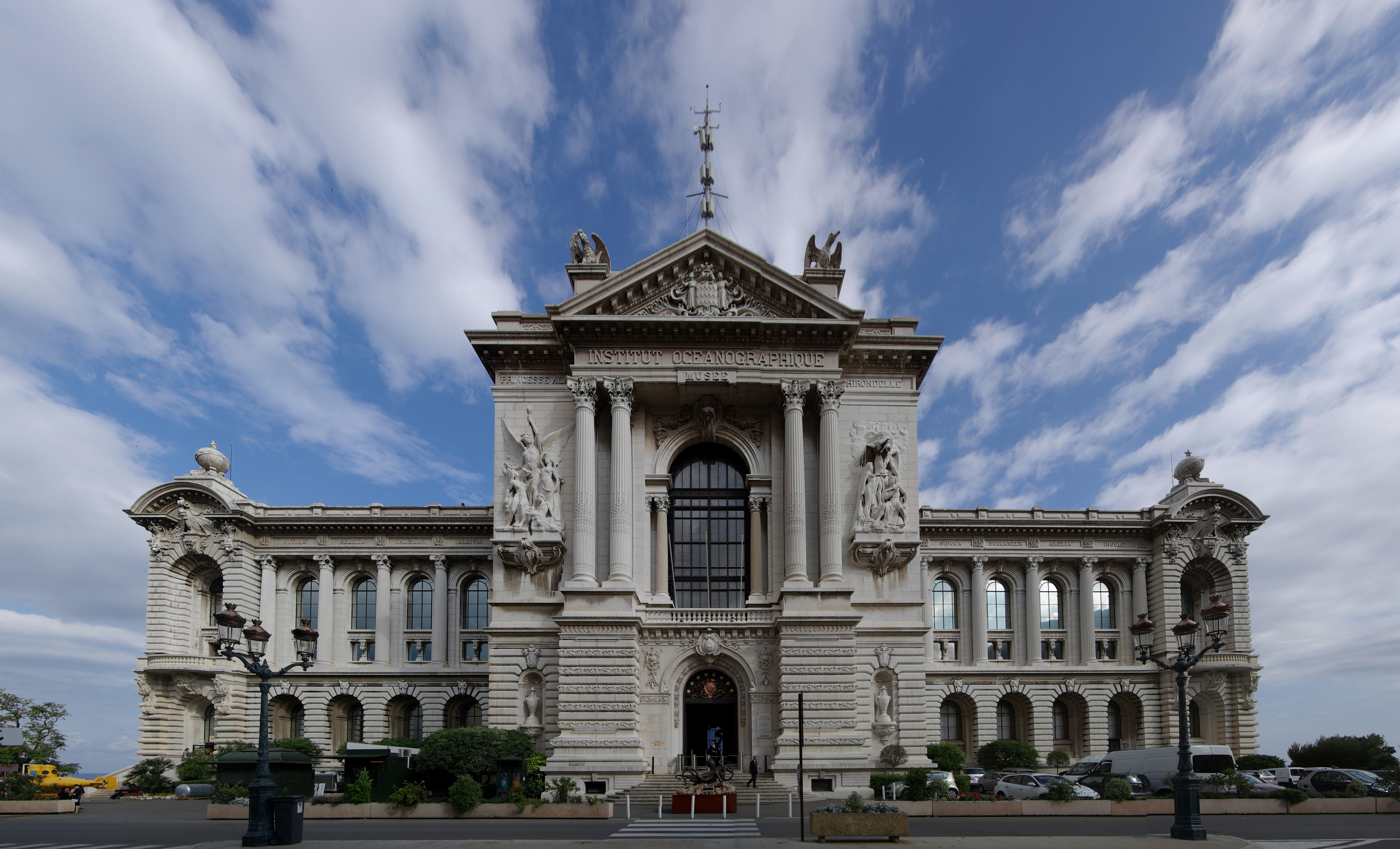
Musée océanographique de Monaco

La culture de Monaco (monégasque : cürtüra de Mu̍negu) recouvre l'ensemble des pratiques culturelles qui se trouvent sur le territoire monégasque,
micro-État souverain de 2,02 km2 et d'environ 39 150 habitants en 2022. La Cité-État est entourée par le département français des Alpes-Maritimes.

## Patrimoine
Les Journées du Patrimoine constituent une excellente occasion de découvrir les principaux sites d’intérêt, notamment les grands appartements du Palais Princier, la résidence du Ministre d’État, le Conseil National, le Musée des Traditions Monégasques. Le Musée Océanographique quant à lui propose un droit d’admission à tarif réduit.

### Musées
- Liste de musées à Monaco

## Fêtes et jours fériés
| Date                                            | Nom                   | Remarques                                                   |
| ----------------------------------------------- | --------------------- | ----------------------------------------------------------- |
| 1er janvier                                     | Jour de l’an          |                                                             |
| 27 janvier                                      | Fête de Sainte-Dévote | Sainte Dévote patronne de la principauté.                   |
| Lundi suivant le dimanche de Pâques.            | Lundi de Pâques       |                                                             |
| 1er mai                                         | Fête du Travail       |                                                             |
| Jeudi, 40 jours après Pâques                    | Ascension             |                                                             |
| Lundi suivant le septième dimanche après Pâques |                       | Lundi de Pentecôte                                          |
| Jeudi, 60 jours après Pâques                    | Fête-Dieu             |                                                             |
| 15 août                                         | Assomption            |                                                             |
| 3 septembre                                     | Libération            | (n'est pas un jour férié, contrairement au 8 mai en France) |
| 1er novembre                                    | Toussaint             | Fête de tous les saints                                     |
| 19 novembre                                     | Fête du Prince        | Fête nationale                                              |
| 8 décembre                                      | Immaculée Conception  |                                                             |
| 25 décembre                                     | Noël                  |                                                             |

## Médias
La principauté héberge trois chaînes de radio (deux en français, l’autre en italien) et deux chaînes de télévision. Plusieurs Webradios sont également présentes sur le sol Monégasque MC one Radio de M. Gildo Pallanca Pastor, qui émet aussi en hertzien sur la Principauté 98.2, Radio Ethic de Mme Evelyne Tonelli, fille de M. Schick, ancien directeur d’antenne de RMC ; et pour finir Radio Fréquence Évasion. L’une de ces chaînes de télévision est une chaîne locale exclusivement diffusée sur le câble, seul moyen autorisé en principauté pour recevoir la télévision. Son nom est Monaco Info. Les radios ou télévisions hertziennes s’adressent donc davantage aux publics français ou italien. L’un des projets récent de SAS Albert II de Monaco fut de créer une radio typiquement monégasque, « Radio Monaco », qui arroserait de Menton à Toulouse. Radio Monaco émet depuis le 12 juillet 2007.

### Presse écrite
- (fr + en) d'art et de culture Le magazine culturel de Monaco
- (fr) Monaco Matin (édition locale de Nice-Matin)
- (fr) La Principauté
- (fr) Monaco Hebdo
- (fr) La Gazette de Monaco
- (fr) L'Observateur de Monaco
- (fr) Le Petit Journal de Monaco
- (it) www.montecarloin.net web-journal
- (fr) Monte-Carlo Méditerranée magazine
- (fr + en + it + es + zh + de + ru + ja) Le service de presse de la direction du tourisme

### Radios
- Radio Monaco (fr) : 98,2 MHz sur la principauté et 95.4 dans Alpes-Maritimes et le Var
- RMC (fr) : 98,8 MHz
- Radio Star Monaco (fr) : 102,4 MHz
- Radio Fréquence Évasion (fr)
- Radio Monte Carlo (it) : 106,8 / 107,3 MHz
- RMC 2 (it) : 92,7 / 101,6 MHz
- Riviera Radio (en) : 106,3 / 106,5 MHz*
- Radio FG (fr) : 96,4 MHz

### Télévisions
- Monaco Info (fr)
- TMC Monte Carlo (fr)
- MCM (fr)

### Journalistes monégasques
- Yann-Antony Noghès, correspondant à Bruxelles de La Tribune, BFM TV et BFM Radio.